# Сухроб Зафар
Сухроб Зафар (настоящее имя Сухроб Табаров; родился 24 ноября 1978 года) — таджикский политический активист, лидер оппозиционного движения «Группа 24». Зафар возглавил движение после убийства его основателя, Умарали Кувватова, в 2015 году. В 2020 году он был переизбран лидером организации на последующие четыре года.

## Биография
Сухроб Зафар родился 24 ноября 1978 года и является племянником известного генерала Гаффора Мирзоева, осужденного пожизненно в 2006 году в Таджикистане.
В октябре 2014 года Зафар переехал в Турцию, где проживал на законных основаниях. Зафар неоднократно подвергался преследованию со стороны таджикских властей. В 2014 году он был арестован в Турции вместе с Умарали Кувватовым и другими членами «Группы 24», но позже был освобожден. Турецкие власти отказались выдать Зафара и других активистов Таджикистану, признавая политическую подоплеку обвинений.
19 марта 2018 года Зафар и Насимджон Шарипов были вновь арестованы в Стамбуле по запросу властей Таджикистана. Хьюман Райтс Вотч (HRW) и Норвежский Хельсинкский комитет выразили озабоченность по поводу их возможной депортации, указывая на высокий риск пыток и политических преследований в Таджикистане.
Сухроб Зафар неоднократно получал угрозы в свой адрес. Утром 10 марта 2024 года он перестал выходить на связь. В движении «Группа 24» считают, что Зафар мог быть похищен таджикскими властями с целью депортации в Таджикистан. В марте 2024 года активисты «Группы 24» вновь заявили об исчезновении Зафара в Турции. По их словам, последние два дня ничего не известно о его местонахождении. Это второй случай исчезновения участника «Группы 24» в Турции за последний месяц; в феврале пропал 39-летний Насимджон Шарифов, который находился в Стамбуле.

## Деятельность в «Группе 24»
«Группа 24» была основана Умарали Кувватовымв 2012 году после его вынужденного отъезда из Таджикистана. Организация изначально действовала из Москвы, где Кувватов вел интернет-радио и видеоконференции, критикуя правительство Таджикистана. В октябре 2014 года Верховный суд Таджикистана признал движение экстремистским и запретил его деятельность на территории страны. После убийства Кувватова в марте 2015 года в Стамбуле, временное руководство организацией взял на себя Шарофиддин Гадоев, а в августе 2015 года лидерство перешло к Сухробу Зафару.
3 января 2020 года Сухроб Зафар был переизбран лидером «Группы 24» на последующие четыре года, набрав более 55% голосов. Его конкурентом на выборах был Нуриддин Ризои, который получил 44% голосов.

## Риски депортации и международная реакция
Правозащитники опасаются, что в случае депортации Зафар и Шарифов могут столкнуться с пытками и другими видами недозволенного обращения в Таджикистане. Организации, такие как Хьюман Райтс Вотч (HRW) и Норвежский Хельсинкский комитет, призвали турецкие власти обеспечить защиту активистов и не способствовать их возвращению в страну, где их жизни могут быть под угрозой.
Несмотря на преследования, Сухроб Зафар и «Группа 24» продолжали свою деятельность, привлекая внимание международного сообщества к вопросам прав человека и политических свобод в Таджикистане. В 2018 году Хьюман Райтс Вотч (HRW)и Норвежский Хельсинкский комитет заявили о необходимости немедленного освобождения Зафара и Шарипова, указывая на систематические нарушения прав человека в Таджикистане и высокие риски для жизни и свободы оппозиционных активистов в случае их депортации.